# Henrik Svensmark

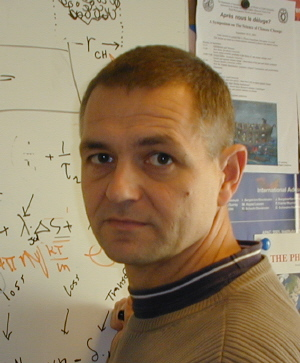
Henrik Svensmark

Henrik Svensmark, född 1958, är en dansk fysiker vid Danish National Space Center i Köpenhamn som studerar kosmisk strålnings effekter och påverkan på bildandet av moln. 2007 publicerade han boken "The Chilling Stars: A New Theory of Climate Change" tillsammans med journalisten Nigel Calder.